# Raimon de Durfort

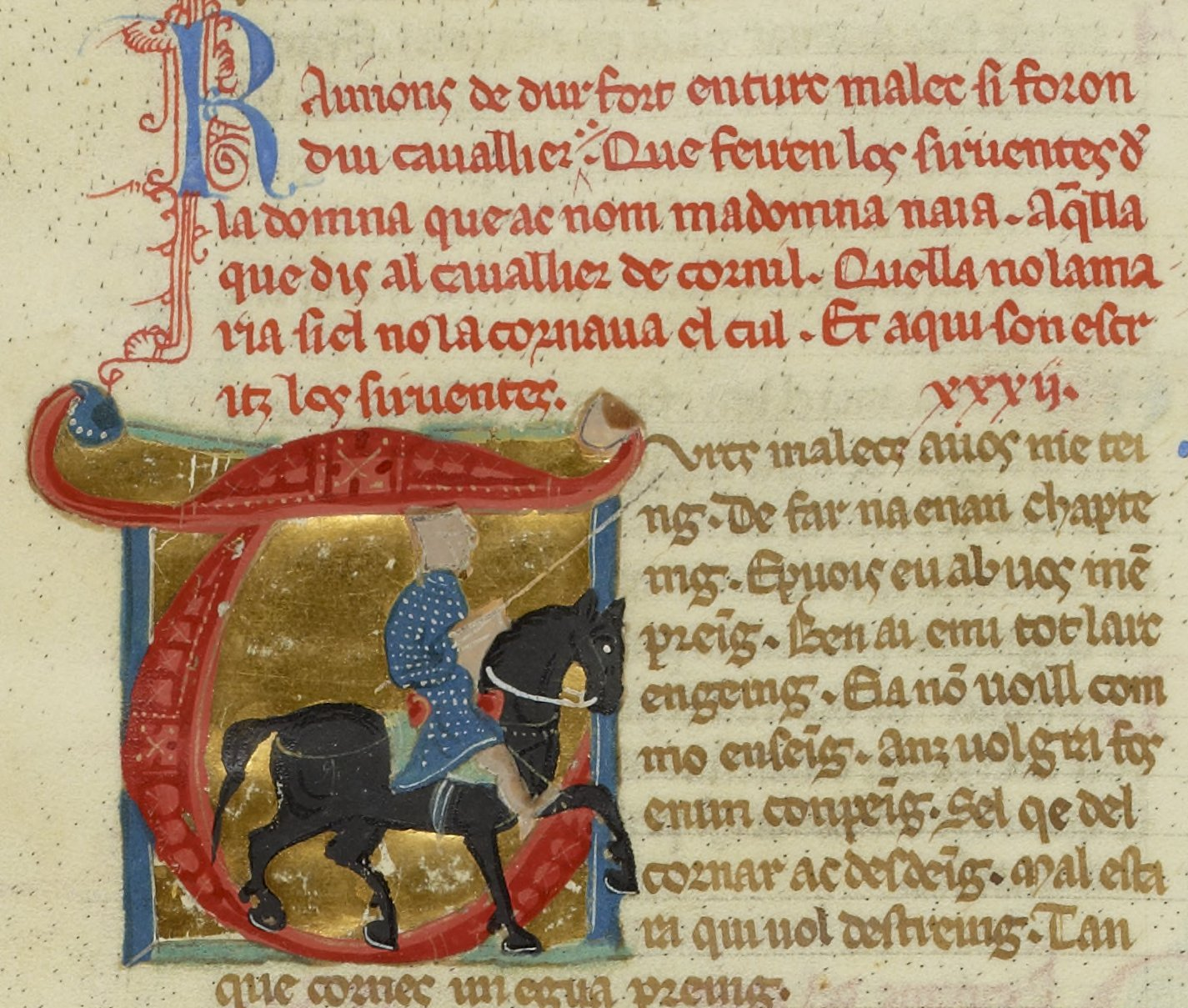
BnF ms. 854 fol. 186v; cançoner I: el cavaller representat deu ser Raimon de Durfort

Raimon de Durfort (darrer quart del segle xii) fou un trobador occità. Se'n conserven dos sirventesos.

## Vida
Es conserva una vida conjunta de Raimon de Durfort i Truc Malec que diu que eren els dos cavallers del Carcí. I que feren els sirventesos d'una dama anomenada Aia, aquella que dis al cavallier de Cornil qu'ella no l'amaria si el no la cornava el cul ("aquella que digué al cavaller de Cornil que ella no l'estimaria si no la cornava en el cul"). Efectivament es conserva una sèrie de quatre peces (tres sirventesos i una cobla esparsa) intercanviats entre Raimon de Durfot, Truc Malec i Arnaut Daniel sobre aquesta qüestió. En els sirventesos la dama és anomenada, però, Ena, el cavaller Bernat de Cornil o de Cornés, i el que la dama li havia demanat era que li "cornés" el "corn" (sigui quina sigui, és evident que aquests mots es refereixen a alguna pràctica sexual) cosa que, aparentment, Bernat refusà de fer i aquest és el tema de discussió.
Raimon de Durfort participa amb dos sirventesos en aquesta discussió. En un d'ells anomena Arnaut Daniel com "Arnaut escolier", cosa que confirma la dada que dona la vida d'Arnaut que havia estudiat lletres (amparet ben letras).
La cronologia del trobador s'estableix segons la participació d'Arnaut Daniel, trobador de cronologia coneguda, en la sèrie de sirventesos.

## Obra
- (397,1)[3] Truc Malec, a vos me tenh
- (397,1a) Ben es malastrucx dolens

Les altres intervencions en el debat són:
- (442,1) En Raimon, be·us tenc a grat, de Truc Malec
- (29,15) Pois En Raimons ni Truc Malecs, d'Arnaut Daniel